# Silas Gnaka
Silas Gnaka (* 18. Dezember 1998 in Ouragahio, Gôh-Djiboua) ist ein ivorischer Fußballspieler. Der Abwehrspieler ist derzeit beim 1. FC Magdeburg aktiv.

## Karriere

### Vereine
Gnaka spielte in seiner Jugend beim senegalesischen Ableger der Aspire Academy, bevor er in der Winterpause der Saison 2016/17 nach Belgien zur KAS Eupen wechselte und dort seinen ersten Profivertrag unterschrieb. Sein erstes Pflichtspieltor als Profifußballer gelang ihm am 27. Oktober 2021, als er beim Pokalspielsieg gegen FCV Dender EH zum 1:0-Endstand traf. Für Eupen kam er wettbewerbsübergreifend in 83 Pflichtspielen zum Einsatz.
Zur Saison 2022/23 wechselte Gnaka zum deutschen Zweitligisten 1. FC Magdeburg. Im Januar 2024 gab der Verein bekannt, dass Gnakas Vertrag vorzeitig verlängert wurde.

### Nationalmannschaft
Im März 2019 wurde Gnaka für zwei Qualifikationsspiele für den U-23-Afrika-Cup 2019 erstmals in den Kader der ivorischen U-23-Nationalmannschaft berufen. Die Mannschaft qualifizierte sich für die Endrunde des Turniers, die im November 2019 in Ägypten stattfand. Gnaka war Teil des Kaders für die Endrunde, verpasste keine Minute der fünf ivorischen Turnierspiele und rückte mit seiner Mannschaft bis ins Finale vor, wo sie sich in der Verlängerung gegen die U-23-Auswahl Ägyptens geschlagen geben musste.
Gnaka wurde 2021 für den Kader des olympischen Fußballturniers im Rahmen der Olympischen Spiele in Tokio berufen, wurde während des Turniers jedoch nicht eingesetzt.

## Erfolge
- Zweiter Platz beim U-23-Afrika-Cup: 2019